# 楊端本
杨端本，陝西潼关卫人，清朝政治人物、進士出身。
顺治十二年，登进士，授臨淄縣知縣。致仕后歸鄉，編寫《潼關衛志》。